# エドワード・ブラバゾン (第7代ミーズ伯爵)
第7代ミーズ伯爵エドワード・ブラバゾン（英語: Edward Brabazon, 7th Earl of Meath、1691年11月24日洗礼 – 1772年11月24日）は、アイルランド王国の貴族、政治家。

## 生涯
第5代ミーズ伯爵シャンブレ・ブラバゾンとジュリアナ・チャーワース（Juliana Chaworth、1692年11月12日埋葬、第3代チャーワース子爵パトリック・チャーワースの娘）の息子として生まれ、1691年11月24日にノッティンガムの聖メアリー教会で洗礼を受けた。
1715年から1760年までダブリン・カウンティ選挙区の代表としてアイルランド庶民院議員を務めた。1763年5月14日に兄チャーワースが死去すると、ミーズ伯爵位を継承、同年11月29日にアイルランド貴族院議員に就任した。1763年から1772年までウィックロー県首席治安判事とダブリン県首席治安判事を務めた。
1772年11月24日に死去、息子アンソニーが爵位を継承した。

## 家族
1720年頃、マーサ・コリンズ（Martha Collins、1762年4月24日没、サミュエル・コリンズ/ウィリアム・コリンズの娘）と結婚、2男をもうけた。
- アンソニー（1721年 – 1790年） - 第8代ミーズ伯爵
- ウィリアム（1723年8月 – 1790年12月） - アイルランド庶民院議員[4]。1764年5月10日、キャサリン・ジフォード（Catherine Gifford、1833年2月11日没、アーサー・ジフォードの娘）と結婚、子供あり